# Hawker Dankok
Hawker L.B.II Dankok (Landfly Biplan nr. to i Marinen) var en dansk version af den britiske jager Hawker Woodcock II. De tre første fly blev leveret fra Hawker, mens yderligere 12 fly blev produceret på Orlogsværftet. Dankok var forskellig fra Woodcock II derved, at bæreplanerne havde mindre vingefang, og  motoren var en Armstrong Siddeley Jaguar IV stjernemotor med supercharger. Bestykningen blev også byttet ud med to 7,7 mm Madsen maskingeværer. Dankok gjorde tjeneste i Marinens Flyvevæsen ved 2. luftflotille fra 1927 til 1937, hvor de fire tilbageværende fly blev opmagasineret.

| Luftfart | Spire Denne artikel om flyvning er en spire som bør udbygges. Du er velkommen til at hjælpe Wikipedia ved at udvide den. |